# Prix Jérusalem

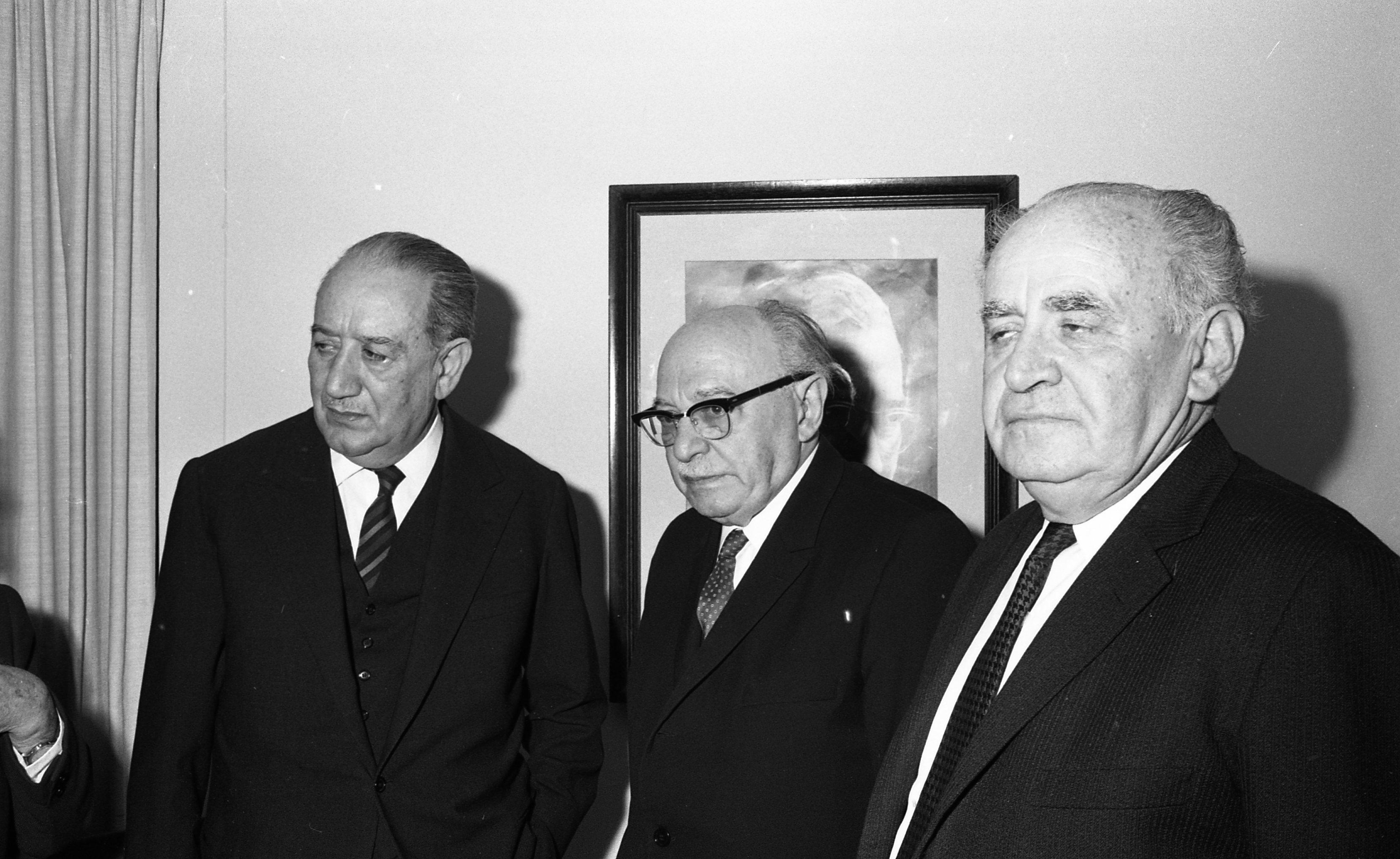
Ignazio Silone, Yaakov Shimshon Shapira et Zalman Shazar à la remise du Prix Jérusalem en 1969

Le Prix Jérusalem pour la liberté des individus dans la société (Jerusalem Prize for the Freedom of the Individual in Society) est un prix littéraire remis tous les deux ans à un écrivain ayant abordé dans ses œuvres la liberté de l'individu, la société, la politique et les gouvernements. Il est remis par le Jerusalem International Book Fair et le récipiendaire prononce habituellement un discours lors de la remise du prix. Le prix est assorti d'une bourse de 10 000 USD.

## Liste des récipiendaires
- 1963 : Bertrand Russell
- 1965 : Max Frisch
- 1967 : Andre Schwarz-Bart
- 1969 : Ignazio Silone
- 1971 : Jorge Luis Borges
- 1973 : Eugène Ionesco
- 1975 : Simone de Beauvoir
- 1977 : Octavio Paz
- 1979 : Isaiah Berlin
- 1981 : Graham Greene
- 1983 : V. S. Naipaul
- 1985 : Milan Kundera
- 1987 : J. M. Coetzee
- 1989 : Ernesto Sábato
- 1991 : Zbigniew Herbert
- 1993 : Stefan Heym
- 1995 : Mario Vargas Llosa
- 1997 : Jorge Semprún
- 1999 : Don DeLillo
- 2001 : Susan Sontag
- 2003 : Arthur Miller
- 2005 : Antonio Lobo Antunes
- 2007 : Leszek Kołakowski
- 2009 : Haruki Murakami
- 2011 : Ian McEwan
- 2013 : Antonio Muñoz Molina
- 2015 : Ismaïl Kadaré
- 2017 : Karl Ove Knausgård
- 2019 : Joyce Carol Oates
- 2021 : Julian Barnes
- 2025 : Michel Houellebecq